# روبرت داونز
روبرت داونز (بالإنجليزية: Rupert Downes) هو مؤرخ وجراح أسترالي، ولد في 10 فبراير 1885 في Mitcham, South Australia ‏ في أستراليا، وتوفي في 5 مارس 1945 في كيرنز في أستراليا.